# Brit Awards de 1994
O Brit Awards de 1994 foi a 14ª edição do maior prêmio anual de música pop do Reino Unido. Eles são administrados pela British Phonographic Industry e ocorreram em 14 de fevereiro de 1994 no Alexandra Palace em Londres. Este ano foi a primeira apresentação do prêmio Artista Dance Britânico.

## Performances
- Björk & PJ Harvey – "(I Can't Get No) Satisfaction"
- Bon Jovi com participação de Brian May & Dina Carroll – "I'll Sleep When I'm Dead"
- Elton John & RuPaul – "Don't Go Breaking My Heart"
- Meat Loaf – "I'd Do Anything for Love (But I Won't Do That)"
- Pet Shop Boys – "Go West"
- Stereo MCs – "Connected"
- Take That – "The Beatles Medley"
- Van Morrison com participação de Shane MacGowan – "Have I Told You Lately"

## Vencedores e nomeados
| Álbum Britânico do Ano | Produtor Britânico do Ano |
| --- | --- |
| - Stereo MCs – Connected - Dina Carroll – So Close - Jamiroquai – Emergency on Planet Earth - Sting – Ten Summoner's Tales - Suede – Suede | - Brian Eno - Flood - M People - Nellee Hooper - Youth                                                                                    |
| Single Britânico do Ano | Vídeo Britânico do Ano |
| - Take That – "Pray" - Dina Carroll – "Don't Be a Stranger" - Paul Weller – "Wild Wood" - Radiohead – "Creep" - Suede – "Animal Nitrate"   | - Take That – "Pray" - David Bowie – "Jump They Say" - Depeche Mode – "I Feel You" - Pet Shop Boys – "Go West" - Sting – "Fields of Gold" |
| Artista Solo Masculino Britânico | Artista Solo Feminina Britânica |
| - Sting - Apache Indian - Paul Weller - Rod Stewart - Van Morrison                                                                         | - Dina Carroll - Beverley Craven - Gabrielle - PJ Harvey - Shara Nelson                                                                   |
| Grupo Britânico | Melhor Revelação Britânica |
| - Stereo MCs - Jamiroquai - M People - Suede - Take That                                                                                   | - Gabrielle - Apache Indian - Jamiroquai - Shara Nelson - Suede                                                                           |
| Artista Dance Britânico | Melhor Gravação de Trilha Sonora |
| - M People - Apache Indian - Jamiroquai - The Shamen - Stereo MCs                                                                          | - The Bodyguard - The Jungle Book - Reservoir Dogs - Sleepless in Seattle - What's Love Got to Do with It                                 |
| Artista Solo Masculino Internacional | Artista Solo Feminina Internacional |
| - Lenny Kravitz - Billy Joel - Meat Loaf - Neil Young - Terence Trent D'Arby                                                               | - Björk - Janet Jackson - Mariah Carey - Nanci Griffith - Tina Turner                                                                     |
| Grupo Internacional | Melhor Revelação Internacional |
| - Crowded House - Nirvana - Pearl Jam - Spin Doctors - U2                                                                                  | - Björk - 4 Non Blondes - Rage Against the Machine - Spin Doctors - SWV                                                                   |
| Álbum e Single mais Vendido | Contribuição Excepcional para a Música |
| - Meat Loaf | - Van Morrison |